# Аннапольская, Светлана Ильинична
Светла́на Ильи́нична Аннапо́льская (28 октября 1930, Самарканд — 4 октября 2008, Москва) — советский и российский режиссёр театра, кино и телевидения.

## Биография
Родилась 28 октября 1930 года в Самарканде.
Скончалась на 78-м году жизни 4 октября 2008 года. Похоронена в Москве, Донское кладбище, участок 4, родственное захоронение.

### Семья
- Отец — Кац Илья Самойлович (1882—1965), винодел, выпускник Никитского училища садоводства и виноделия.
- Мать — Сорская (Кац) Айя Марковна (1900—1992), актриса.
- Муж — Аннапольский Григорий Лазаревич (1923—1985), актёр, режиссёр, заслуженный артист РСФСР.
- Сестра — Сорская (Аракелова) Итта Ильинична (1929—2009), певица (меццо-сопрано), солистка Москонцерта
  - Зять — Аракелов Лев Степанович (1926—1986) — оперный певец, заслуженный артист Груз. ССР.

## Режиссёрские работы

### Телевидение
1. «Голубой огонёк» — развлекательная программа, выходящая в эфир с 1962 года по праздничным дням, режиссёр отдельных выпусков
2. «Песня года» — телевизионный фестиваль песни (в эфире с 1971 года), начиная с «Песни-80» — режиссёр отдельных выпусков
3. «Утренняя почта» — еженедельная музыкальная телепередача, в эфире с 1974 года, режиссёр отдельных выпусков
4. 1971 — «Заговор», телеспектакль по мотивам романа американских журналистов Флетчера Нибела и Чарльза Бейли «Семь дней в мае»
5. 1976—1977 — «Наша биография», цикл телевизионных документальных фильмов (годы 1924, 1932, 1940, 1949, 1962, 1977)[1]
6. 1981 — «Баллада о песне», фильм-концерт по стихам и песням Роберта Рождественского с участием Театра пластической драмы Гедрюса Мацкявичюса, Николая Олялина и молодых актёров
7. 1986 — «Интервью у музыки. Никита Богословский», передача из цикла "Интервью у музыки" о творчестве Никиты Богословского
8. 1991 — «Я играю Шостаковича», телевизионная версия моноспектакля Ефима Шифрина
9. 1996 — «Сделано в России», первый концертный альбом группы «Ария»
10. 2005 — «Это любовь» (об Алисе Коонен и Александре Таирове)[2].

### Сочинения
- 2001 — «Акватория любви», из-во «Звонница»

### Интервью
- «У Коонен был только Таиров» — Интервью газете «Москвичка» (недоступная ссылка)